# Crosses (Cher)
Crosses település Franciaországban, Cher megyében. Lakosainak száma 385 fő (2022. január 1.). Crosses Annoix, Avord, Jussy-Champagne, Saint-Just, Savigny-en-Septaine, Soye-en-Septaine és Vornay községekkel határos.

## Népesség
A település népessége az elmúlt években az alábbi módon változott:
| Lakosok száma | 279  | 247  | 299  | 309  | 365  | 380  | 391  | 401  | 405  | 385  |
|               | 1968 | 1982 | 1990 | 2006 | 2013 | 2015 | 2017 | 2019 | 2020 | 2022 |